# Wereldkampioenschap shorttrack 1996 (teams)
De zesde editie van het Wereldkampioenschap shorttrack voor teams vond op 31 maart 1996 plaats in Lake Pacid, New York, Verenigde Staten. 

## Deelnemende landen
| Vrouwen - Canada - China - Italië - Japan - Nederland - Zuid-Korea - Verenigde Staten | Mannen - Canada - China - Frankrijk - Hongarije - Italië - Zuid-Korea - Verenigde Staten |

## Deelnemers

### België
Geen deelname

### Nederland
| Vrouwen                |
| ---------------------- |
| Ellen Weigers          |
| Esmeralda Ossendrijver |
| Anke Jannie Landman    |
| Penelope Di Lella      |
| Daniëlle Bekkering     |

## Uitslagen
| Vrouwen | Vrouwen          | Vrouwen |
| Plaats  | Land             | Punten  |
| ------- | ---------------- | ------- |
| Goud    | Zuid-Korea       | 50      |
| Zilver  | Italië           | 48      |
| Brons   | Verenigde Staten | 34      |
| 4       | Canada           | 33      |
| 5       | China            | 25      |
| 6       | Japan            | 24      |
| 7       | Nederland        | 17      |

| Mannen | Mannen           | Mannen |
| Plaats | Land             | Punten |
| ------ | ---------------- | ------ |
| Goud   | Canada           | 58     |
| Zilver | Zuid-Korea       | 42     |
| Brons  | Italië           | 39     |
| 4      | Verenigde Staten | 29     |
| 5      | China            | 24     |
| 6      | Frankrijk        | 23     |
| 7      | Hongarije        | 17     |

Wereldkampioenschap shorttrack (individueel)

Champaign 1976 · 
Grenoble 1977 · 
Solihull 1978 · 
Quebec 1979 · 
Milaan 1980 · 
Meudon 1981 · 
Moncton 1982 · 
Tokio 1983 · 
Peterborough 1984 · 
Amsterdam 1985 · 
Chamonix 1986 · 
Montreal 1987 · 
St. Louis 1988 · 
Solihull 1989 · 
Amsterdam 1990 · 
Sydney 1991 · 
Denver 1992 · 
Peking 1993 · 
Guildford 1994 · 
Gjövik 1995 · 
Den Haag 1996 · 
Nagano 1997 · 
Wenen 1998 · 
Sofia 1999 · 
Sheffield 2000 · 
Jeonju 2001 · 
Montreal 2002 · 
Polen 2003 · 
Göteborg 2004 · 
Peking 2005 · 
Minneapolis 2006 · 
Milaan 2007 · 
Gangneung 2008 · 
Wenen 2009 · 
Sofia 2010 · 
Sheffield 2011 · 
Shanghai 2012 · 
Debrecen 2013 · 
Montreal 2014 · 
Moskou 2015 · 
Seoel 2016 · 
Rotterdam 2017 · 
Montreal 2018 ·
Sofia 2019 ·
Seoel 2020 ·
Dordrecht 2021 ·
Montreal 2022 ·
Seoel 2023 ·
Rotterdam 2024 ·
Peking 2025
Wereldkampioenschap shorttrack (teams)

Seoul 1991 · 
Nobeyama 1992 · 
Boedapest 1993 · 
Cambridge 1994 · 
Zoetermeer 1995 · 
Lake Placid 1996 · 
Seoel 1997 · 
Bormio 1998 · 
St. Louis 1999 · 
Den Haag 2000 · 
Nobeyama 2001 · 
Milwaukee 2002 · 
Boedapest 2003 · 
Sint-Petersburg 2004 · 
Chuncheon 2005 · 
Montreal 2006 · 
Boedapest 2007 · 
Harbin 2008 · 
Heerenveen 2009 · 
Bormio 2010 · 
Warschau 2011
Wereldkampioenschappen shorttrack junioren

Seoel 1994 ·
Calgary 1995 ·
Courmayeur 1996 ·
Marquette 1997 ·
Saint Louis 1998 ·
Montreal 1999 ·
Székesfehérvár 2000 ·
Warschau 2001 ·
Chuncheon 2002 ·
Boedapest 2003 ·
Peking 2004 ·
Belgrado 2005 ·
Miercurea Ciuc 2006 ·
Mladá Boleslav 2007 ·
Bozen 2008 ·
Sherbrooke 2009 ·
Taipei 2010 ·
Courmayeur 2011 ·
Melbourne 2012 ·
Warschau 2013 ·
Erzurum 2014 ·
Osaka 2015 ·
Sofia 2016 ·
Innsbruck 2017 ·
Tomaszów Mazowiecki 2018 ·
Montreal 2019 ·
Bormio 2020 ·
Salt Lake City 2021 ·
Gdańsk 2022 ·
Dresden 2023 ·
Gdańsk 2024 ·
Calgary 2025